# 塞尔蒂亚纳内斯
塞尔蒂亚纳内斯（冰島語發音：[ˈsɛlˌtʰja(r)tnarˌnɛːs]）是冰岛首都区的市镇。1947年才开始建镇，面积仅2平方公里。
镇上有两座学校，Mýrarhúsaskóli和Valhúsaskóli。从1962年起这里就是冰岛独立党的传统选区，最近该党的支持率是70%，市政议会里7席占5席。市长Ásgerður Halldórsdótti(女)。

## 体育
本地足球队格罗塔体育俱乐部，为冰岛第二级球队。格罗塔手球队是deildin超级联赛的冠军。还有格罗塔体操队。